# Château de la Motte (Chaumont-sur-Tharonne)
Pour les articles homonymes, voir Château de la Motte.
Le château de la Motte est un château situé sur la commune de Chaumont-sur-Tharonne dans le département de Loir-et-Cher.

## Historique
Le monument fait l’objet d’une inscription au titre des monuments historiques depuis le 27 octobre 2000.